# Naturpark Ebbegebirge

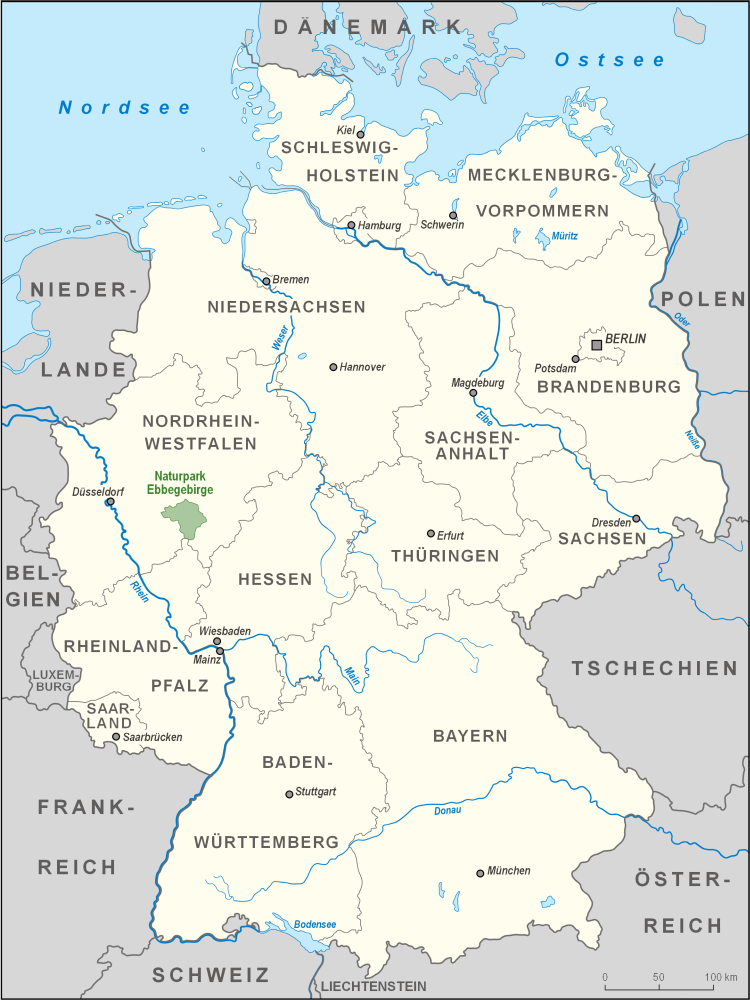
Lage des Naturparks Ebbegebirge

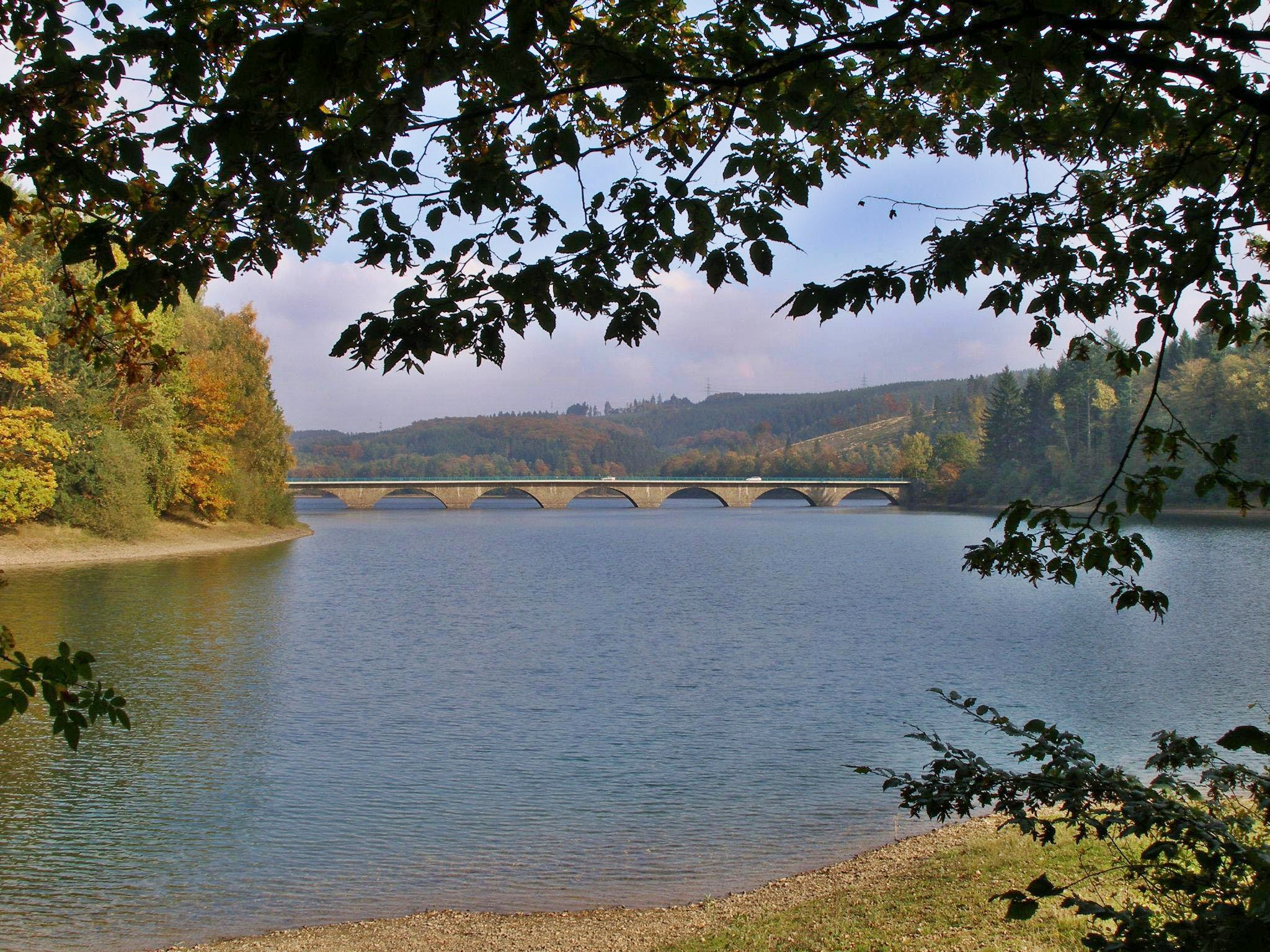
Versetalsperre im Naturpark

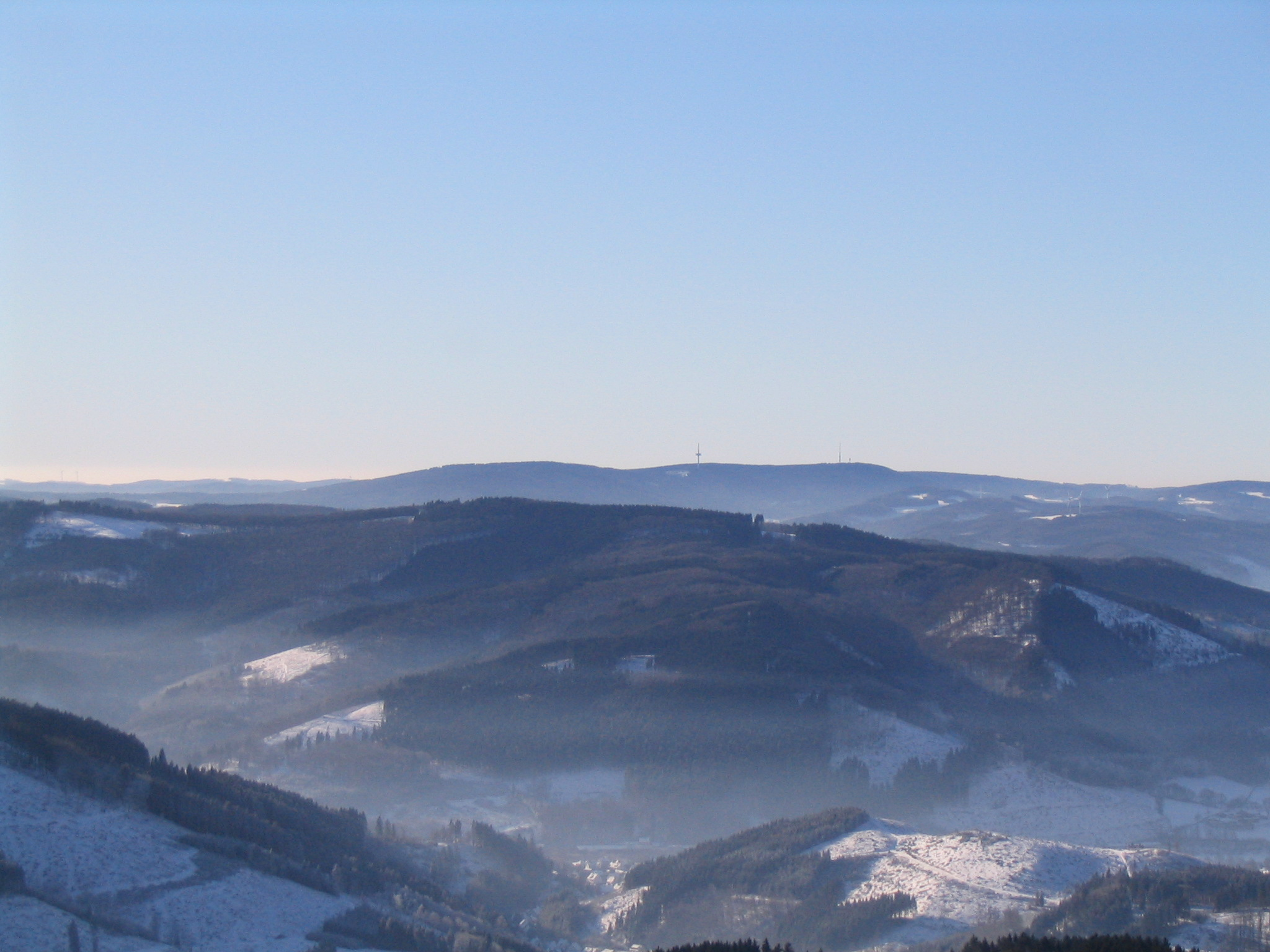
Blick übers verschneite Ebbegebirge

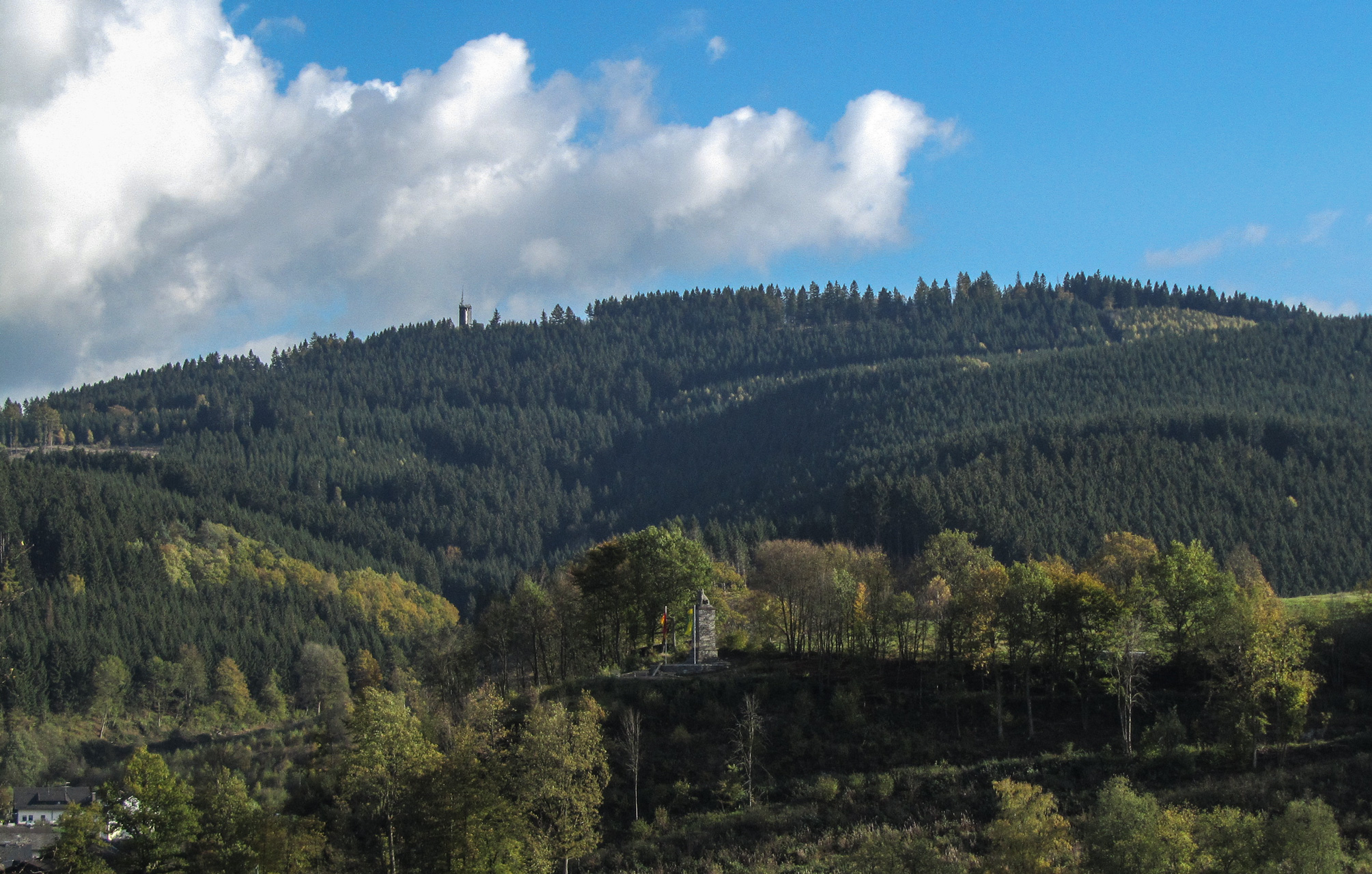
Hohe Bracht im Naturpark

Der Naturpark Ebbegebirge umfasste mit einer Größe von 777 km² den größten Teil des südwestlichen Sauerlandes in Nordrhein-Westfalen. Der Naturpark wurde 1964 mit dem Bau der Biggetalsperre eingerichtet. Zum 1. Mai 2015 ging er zusammen mit den Naturparks Homert und Rothaargebirge im Naturpark Sauerland-Rothaargebirge auf.

## Geografie
Der Naturpark Ebbegebirge umfasste im Wesentlichen das gleichnamige Mittelgebirge sowie einige umliegende Bereiche. Er lag zum Teil auf dem Gebiet des Märkischen Kreises und des Kreises Olpe im Südosten von Nordrhein-Westfalen. Die abwechslungsreiche Mittelgebirgslandschaft war zu etwa 2/3 bewaldet. Auch die vielen Talsperren prägten das Bild des Naturparkes. Höchste Erhebung war mit 663,3 m die  Nordhelle. 

## Flora
Geprägt wurde diese Mittelgebirgslandschaft durch Nadel-, Laub- und Mischwald sowie Grünland. In den Tälern gab es Fließgewässer und häufig Talsperren. Außerdem befanden sich noch einige Moore  und Heidegebiete, wie zum Beispiel die Wacholderheide „Auf der Gasmert“ östlich der Versetalsperre, auf dem Gebiet des Naturparks. Die Wälder wurden zum Teil sogar von einzelnen „Urwaldgehölzen“ gebildet, darunter riesige Rotbuchen, deren Durchmesser über 150 cm lag.

## Tourismus
Zahlreiche Waldlehr- und Trimm-Dich-Pfade lockten jährlich über 9 Mio., meist Naherholung suchende Besucher an. Von einem der über 100 Park- und Rastplätzen konnten ein Netz von mehr als 1.200 km markierten Rundwegen zu ausgedehnten Spaziergängen und Wanderungen nutzen. Außerdem lockten viele technische Kulturdenkmäler wie z. B. die Wendener Hütte (ältester Hochofen Mitteleuropas) oder der Bremecker Hammer (Eisengeschichtliches Museum) bei Lüdenscheid. Zudem bot sich dem Touristen auch ein reichhaltiges Angebot an Wassersport z. B. auf und in der Biggetalsperre (Schwimmen, Segeln, Surfen, Kanufahren) an, aber auch Radfahren, Mountainbiking, Langlauf-Ski, Alpin-Ski, Tennis, Golf und Reiten waren häufig genutzte Sportangebote.

## Sehenswürdigkeiten
- Tropfsteinhöhlen, z. B. die Atta-Höhle in Attendorn
- Aussichtstürme (Robert-Kolb-Turm, Homertturm, Hohe Bracht)
- Burgen und Wallburganlagen
- Kirchen und Museen
- Technische Kulturdenkmäler (Wasserkraft und Verhüttung)
- Talsperren: Bigge, Lister, Oester, Verse, Kerspe, Fürwigge, Genkel (teilweise), Jubach und der Ahauser Stausee